# Aartsbisdom Nairobi

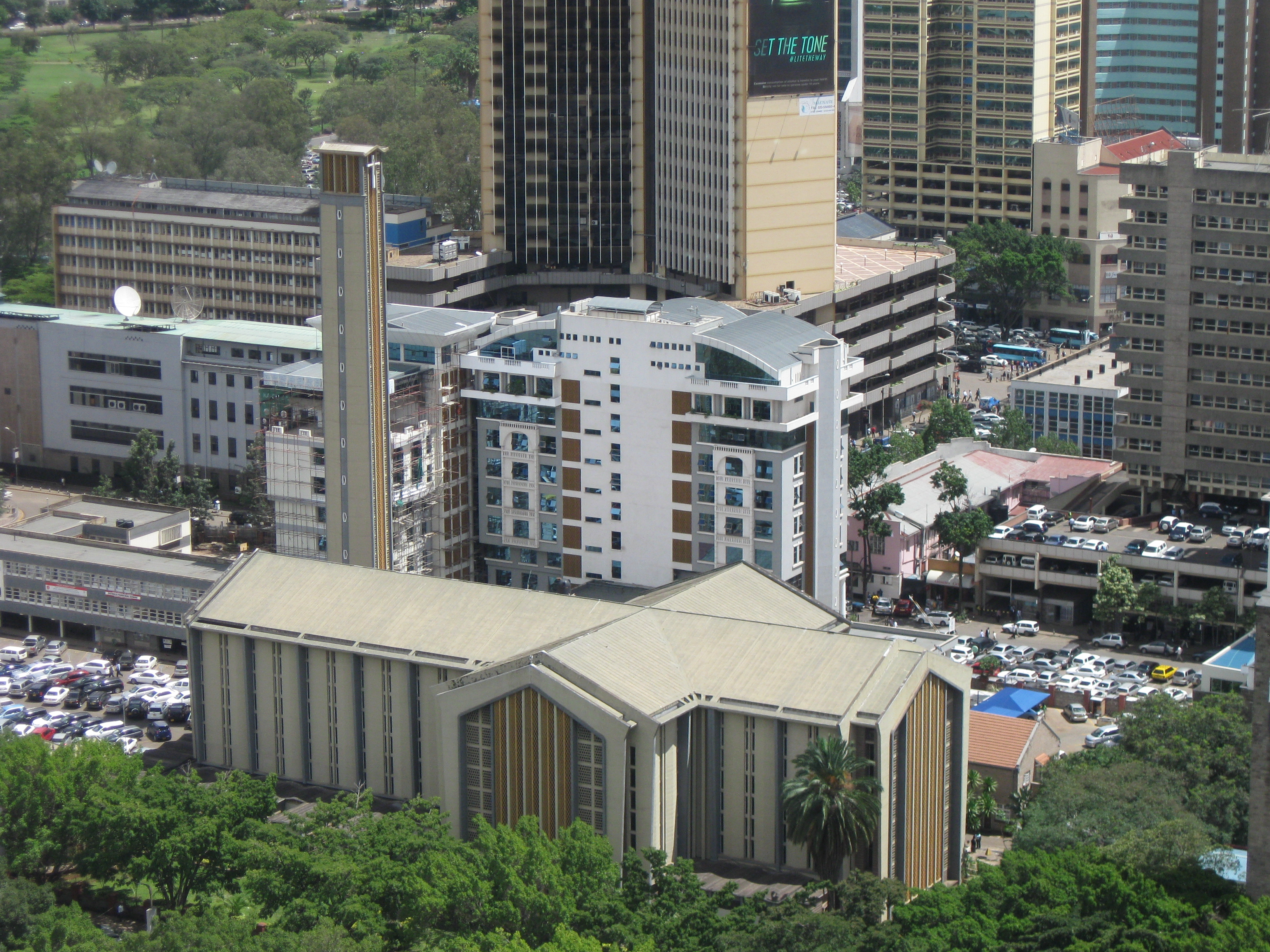
Kathedrale Basiliek van de Heilige Familie in Nairobi

Het aartsbisdom Nairobi (Latijn: Archidioecesis Nairobiensis) is een rooms-katholiek aartsbisdom met als zetel Nairobi in Kenia
Het aartsbisdom is ontstaan uit de apostolische prefectuur Zanguebar, opgericht in 1860. Dit werd een apostolisch vicariaat in 1883. Nairobi werd een aartsbisdom in 1953. John Joseph McCarthy werd de eerste aartsbisschop. 
Kisumu heeft vijf suffragane bisdommen:
- Bisdom Kericho
- Bisdom Kitui
- Bisdom Machakos
- Bisdom Nakuru
- Bisdom Ngong

In 2019 telde het aartsbisdom 114 parochies. Het bisdom heeft een oppervlakte van 3.271 km² en telde in 2019 7.437.000 inwoners waarvan 51,5% rooms-katholiek was. 

## Aartsbisschoppen

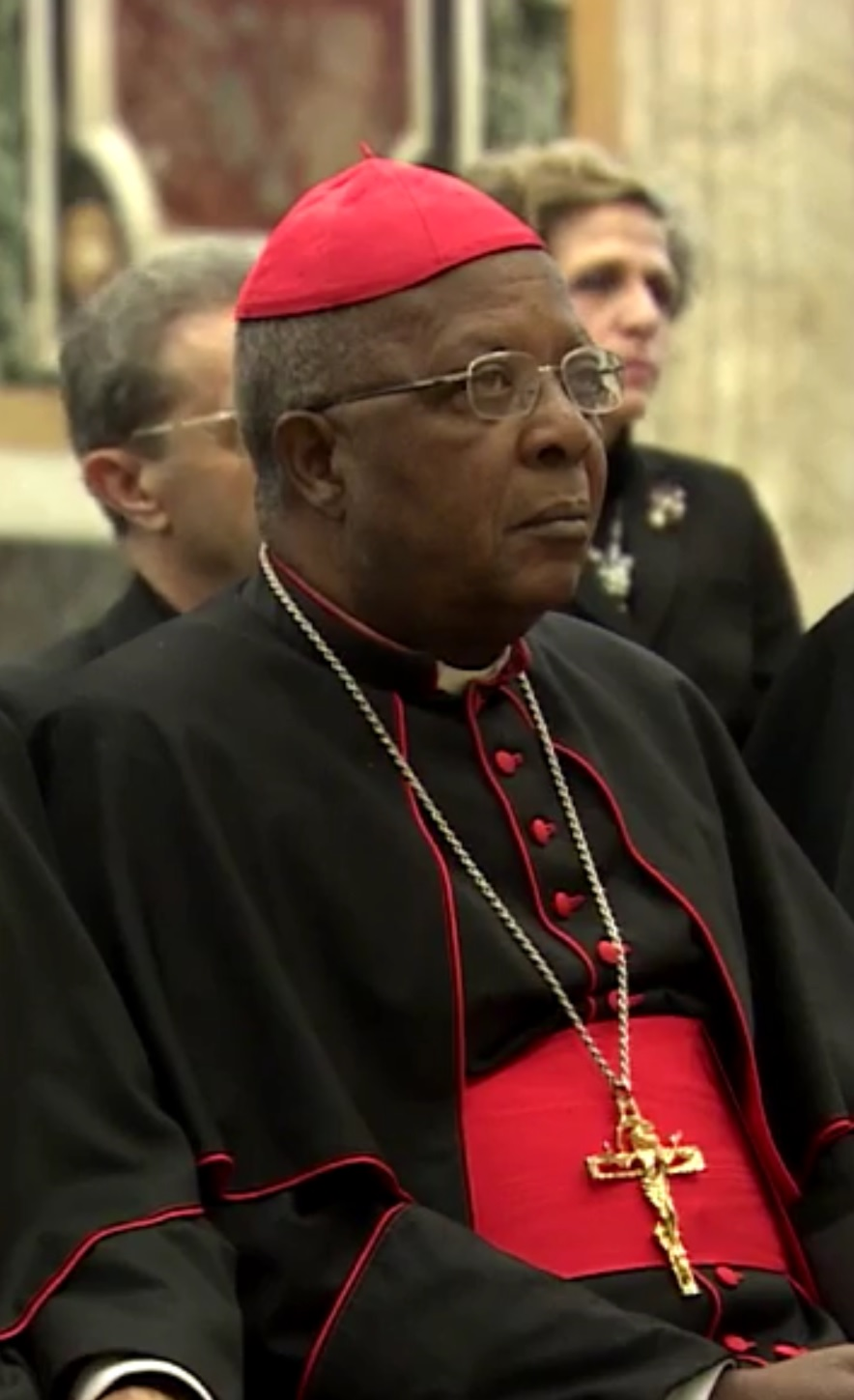
Kardinaal John Njue in 2017

- John Joseph McCarthy, C.S.Sp. (1953-1971)
- Maurice Michael Otunga (1971-1997)
- Raphael Simon Ndingi Mwana’a Nzeki (1997-2007)
- John Njue (2007-2021)
- Philip Arnold Subira Anyolo (2021- )